# دانيال جاكسون (لاعب كرة قدم)
دانيال جاكسون (بالإنجليزية: Daniel Jackson)‏ (10 يوليو 1989 ببيتسبرغ في الولايات المتحدة - ) هو لاعب كرة قدم أمريكي في مركز الهجوم. لعب مع نادي شمال كارولاينا واوكلاهوما سيتي أنرجي وتشارلوت إندبنتنس وKalamazoo Outrage ‏ وD.C. United U-23 ‏ وFC JAX Destroyers ‏.

## وصلات خارجية
- دانيال جاكسون على موقع قاعدة بيانات كرة القدم.إي يو (الإنجليزية)